# Liechtenstein az 1984. évi téli olimpiai játékokon
Liechtenstein a jugoszláviai Szarajevóban megrendezett 1984. évi téli olimpiai játékok egyik részt vevő nemzete volt. Az országot az olimpián 3 sportágban 10 sportoló képviselte, akik összesen 2 érmet szereztek.

## Érmesek
| Érem  | Versenyző      | Sportág  | Versenyszám            |
| ----- | -------------- | -------- | ---------------------- |
| Bronz | Andreas Wenzel | Alpesisí | Férfi óriás-műlesiklás |
| Bronz | Ursula Konzett | Alpesisí | Női műlesiklás         |

## Alpesisí
Férfi
| Versenyző      | Versenyszám      | 1. futam      | 1. futam      | 2. futam | 2. futam | Összesítés | Összesítés |
| Versenyző      | Versenyszám      | Idő           | Hely.         | Idő      | Hely.    | Idő        | Helyezés   |
| -------------- | ---------------- | ------------- | ------------- | -------- | -------- | ---------- | ---------- |
| Paul Frommelt  | Műlesiklás       | kizárták      | kizárták      | kiesett  | kiesett  | kiesett    | kiesett    |
| Hubert Hilti   | Lesiklás         |               |               |          |          | 1:50,94    | 36.        |
| Hubert Hilti   | Óriás-műlesiklás | nem ért célba | nem ért célba | kiesett  | kiesett  | kiesett    | kiesett    |
| Mario Konzett  | Műlesiklás       | nem ért célba | nem ért célba | kiesett  | kiesett  | kiesett    | kiesett    |
| Mario Konzett  | Óriás-műlesiklás | nem ért célba | nem ért célba | kiesett  | kiesett  | kiesett    | kiesett    |
| Günther Marxer | Lesiklás         |               |               |          |          | 1:47,43    | 13.        |
| Günther Marxer | Műlesiklás       | nem ért célba | nem ért célba | kiesett  | kiesett  | kiesett    | kiesett    |
| Günther Marxer | Óriás-műlesiklás | 1:24,78       | 24.           | 1:24,01  | 21.      | 2:48,79    | 23.        |
| Andreas Wenzel | Műlesiklás       | nem ért célba | nem ért célba | kiesett  | kiesett  | kiesett    | kiesett    |
| Andreas Wenzel | Óriás-műlesiklás | 1:20,64       | 2.            | 1:21,11  | 5.       | 2:41,75    |            |

Női
| Versenyző      | Versenyszám      | 1. futam | 1. futam | 2. futam      | 2. futam      | Összesítés | Összesítés |
| Versenyző      | Versenyszám      | Idő      | Hely.    | Idő           | Hely.         | Idő        | Helyezés   |
| -------------- | ---------------- | -------- | -------- | ------------- | ------------- | ---------- | ---------- |
| Jolanda Kindle | Lesiklás         |          |          |               |               | 1:16,89    | 25.        |
| Jolanda Kindle | Műlesiklás       | 53,13    | 22.      | 53,30         | 17.           | 1:46,43    | 17.        |
| Jolanda Kindle | Óriás-műlesiklás | kizárták | kizárták | kiesett       | kiesett       | kiesett    | kiesett    |
| Ursula Konzett | Műlesiklás       | 48,81    | 2.       | 48,69         | 6.            | 1:37,50    |            |
| Ursula Konzett | Óriás-műlesiklás | 1:10,93  | 15.      | nem ért célba | nem ért célba | kiesett    | kiesett    |
| Petra Wenzel   | Műlesiklás       | 49,80    | 14.      | nem ért célba | nem ért célba | kiesett    | kiesett    |
| Petra Wenzel   | Óriás-műlesiklás | 1:11,26  | 17.      | 1:13,68       | 19.*          | 2:24,94    | 19.        |

* - egy másik versenyzővel azonos eredményt ért el

## Sífutás
Férfi
| Versenyző         | Versenyszám | Eredmény | Helyezés |
| ----------------- | ----------- | -------- | -------- |
| Konstantin Ritter | 15 km       | 45:41,5  | 42.      |

## Szánkó
| Versenyző         | Versenyszám | 1. futam | 1. futam | 2. futam | 2. futam | 3. futam | 3. futam | 4. futam | 4. futam | Összesítés | Összesítés |
| Versenyző         | Versenyszám | Idő      | Hely.    | Idő      | Hely.    | Idő      | Hely.    | Idő      | Hely.    | Idő        | Helyezés   |
| ----------------- | ----------- | -------- | -------- | -------- | -------- | -------- | -------- | -------- | -------- | ---------- | ---------- |
| Wolfgang Schädler | Férfi egyes | 46,815   | 13.      | 47,019   | 14.      | 46,654   | 11.      | 46,509   | 11.      | 3:06,997   | 11.        |